# سوئد در المپیک تابستانی ۱۹۳۶
سوئد در بازی‌های المپیک تابستانی ۱۹۳۶ که در شهر برلین آلمان نازی برگزار شد، کاروان سوئد با ۱۷۱ ورزشکار در این رقابت‌ها شرکت کرد و موفق به کسب ۲۰ مدال (۶ طلا، ۵ نقره، ۹ برنز) شد. در جدول رتبه‌بندی توزیع مدال‌ها، سوئد در ردهٔ ۷ مسابقات قرار گرفت.